# Liste der deutschen Botschafter in Jordanien
Die Liste der deutschen Botschafter in Jordanien enthält alle Botschafter der Bundesrepublik Deutschland in Jordanien seit 1953. Sitz der Botschaft ist in Amman.
| Name | Amtszeit | Anmerkungen                                                    |
| --- | --- | -------------------------------------------------------------- |
| Wilhelm Melchers | 1953–1957 | Gesandter bzw. Botschafter in Bagdad, auch zuständig für Amman |
| Konrad von Schubert | 1957–1962 | Gesandtschaft, ab 20. September 1959 Botschaft                 |
| Karl Graf von Spreti | 1963–1965 |                                                                |
| am 13. Mai 1965 Abbruch der diplomatischen Beziehungen, Schutzmachtvertretung Frankreich, am 27. Februar 1967 Wiederaufnahme | am 13. Mai 1965 Abbruch der diplomatischen Beziehungen, Schutzmachtvertretung Frankreich, am 27. Februar 1967 Wiederaufnahme | 1965–1967                                                      |
| Hans-Joachim Hille | 1967–1970 |                                                                |
| Alois Schlegl | 1971–1974 |                                                                |
| Horst Schmidt-Dornedden | 1974–1979 |                                                                |
| Hermann Munz | 1979–1985 |                                                                |
| Herwig Bartels | 1985–1990 |                                                                |
| Heinrich Reiners | 1991–1996 |                                                                |
| Peter Mende | 1996–1999 |                                                                |
| Martin Schneller | 2000–2004 |                                                                |
| Joachim Heidorn | 2008–2011 |                                                                |
| Ralph Tarraf | 2011–2015 |                                                                |
| Birgitta Maria Siefker-Eberle                                                                                                | 2015–2020 |                                                                |
| Bernhard Kampmann | 2020–2023 |                                                                |
| Bertram von Moltke | seit 2023 |                                                                |

## Weblink
- Website der Deutschen Botschaft Amman